# Speed Demon
A Speed Demon Michael Jackson amerikai énekes dala. A Bad című albumon szerepel; az album tizedik kislemezeként tervezték megjelentetni, és videóklip is készült hozzá, végül azonban csak az album és az 1988-ban bemutatott Moonwalker című film promóciós kislemezeként jelent meg. Szerzője Jackson, producere Jackson és Quincy Jones. A dal a gyors autóvezetésről szól, Quincy Jones elmondása alapján Jackson azután írta a dalt, hogy megbírságolta egy rendőr és emiatt elkésett a stúdióból. Mikor Jackson beszámolt erről Jonesnak, a producer azt javasolta, írja ki magából, ahogy ezzel kapcsolatban érez. A dal kisebb sikert aratott, az Egyesült Államokban keveset játszották a rádiók. Jackson nem adta elő az albumot népszerűsítő turnén.

## Fogadtatása
A Speed Demon vegyes fogadtatásban részesült a kritikusok részéről. Davitt Sigerson, a Rolling Stone munkatársa szerint a Bad „töltelékdalai”, a Speed Demon, a Dirty Diana és a Liberian Girl tették az albumot „gazdagabbá, szexibbé és jobbá a Thriller felejthető dalainál”. Sigerson „az autós dal”-ként utalt a Speed Demonra, és megjegyezte, hogy a dal „szórakoztató, hatalomról szóló történet, melyben Jackson szuperegőja megbírságolja idét”. Stephen Thomas Erlewine-nak, az AllMusic kritikusának nem tetszett a dal, szerinte a „majdnem végzetes lyukak a lemezen” a Speed Demon és az Another Part of Me, melyek „arctalan, emlékezetes refrént és dallamokat nélkülöző” dalok. Richard Cromelin, a The Los Angeles Times újságírója kedvezően fogadta a dalt. Eric Snider a St. Petersburg Timestól leállíthatatlanul ismétlődőnek tartotta a dalt. Jay Cocks a Time magazinban megjegyezte, hogy Jackson sokat hozott ki a hangjából az olyan dalokban, mint a Speed Demon és a Dirty Diana, és a két dal éppolyan könnyed és változatos, mint a tánclépései.

## Videóklip
A dalhoz készült videóklip látható Jackson Moonwalker című filmjében. Will Vinton rendezte a klipet. A klipben Jackson, hogy meneküljön fanatikus rajongóitól, egy Spike nevű nyúlnak álcázza magát, majd más hírességekké – köztük Sylvester Stallonévé és Tina Turnerré – változik. Végül sikerül leráznia rajongóit, és leveszi álruháját, ami életre kel. Táncolnak, majd Clancy Brown közli Michaellel, hogy itt tilos moonwalkot táncolni, majd autogramot kér tőle.
Dennis Hunt, a The Los Angeles Times újságírója megjegyezte, hogy a filmben szereplő klipek, a Bad (ez a filmben Badder címmel szerepel, és gyerekek játsszák el újra az eredeti klipet), a Speed Demon és a Leave Me Alone jól meg vannak csinálva és drágának tűnnek, de nagyon látszik rajtuk, hogy csak videóklipek, nem egy film jelenetei, és „még csak nem is túl fantáziadúsan illesztették egymáshoz őket”.
2010-ben a videóklip rövid változata megjelent a Michael Jackson's Vision box seten.

## Számlista
CD és 7" kislemez (promó)
1. Speed Demon – 4:01